# (73366) 2002 KO8
2002 كي أو 8 (ويعرف أيضًا باسم (73366) 2002 كي أو 8 وفق تسمية الكوكب الصغير) (بالإنجليزية: 2002 KO8)‏ هو كويكب ضمن حزام الكويكبات؛ وترتيبه 73366 من حيث الاكتشاف.
اكتُشف هذا الجُرم الفلكي بواسطة تعقب الأجرام القريبة من الأرض في 29 مايو 2002.

## وصلات خارجية
- (73366) 2002 KO8 في قاعدة بيانات مختبر الدفع النفاث لأجرام النظام الشمسي الصغيرة

- الاكتشاف · مخطط المدار ·  العناصر المدارية · المعلمات المادية

- (73366) 2002 KO8 على موقع ويكي سكاي: DSS2, SDSS, GALEX, IRAS, Hydrogen α, X-Ray, Astrophoto, Sky Map, Articles and images